# Sylvinho
Sylvio Mendes Campos Júnior (São Paulo, 1974. április 12. –) brazil labdarúgó. A brazil játékos 2004-ben a Celta Vigótól került a katalánokhoz, nyert két Bajnokok Ligáját (2006, 2009), három bajnoki címet (2005, 2006, 2009), Király Kupát (2009), valamint két spanyol Szuperkupát (2006, 2007).

## Sikerei, díjai
- Corinthians
  - Campeonato Paulista: 1995, 1997, 1999
  - Brazil Série A: 1998
  - Copa do Brasil: 1995
- Arsenal
  - Angol szuperkupa: 1999
- Barcelona
  - La Liga: 2004–05, 2005–06, 2008–09
  - Spanyol kupa: 2008–09
  - Spanyol szuperkupa: 2005, 2006
  - UEFA-bajnokok ligája: 2005–06, 2008–09

## Fordítás
- Ez a szócikk részben vagy egészben a  Sylvinho című angol Wikipédia-szócikk fordításán alapul.  Az eredeti cikk szerkesztőit annak laptörténete sorolja fel. Ez a jelzés csupán a megfogalmazás eredetét és a szerzői jogokat jelzi, nem szolgál a cikkben szereplő információk forrásmegjelöléseként.